# 萩原晴二
萩原 晴二(はぎわら せいじ、1932年6月23日 - 2000年2月24日）は、日本の経営者。横浜ゴム社長、会長を務めた。東京都出身。

## 経歴
1949年に慶應義塾大学経済学部を卒業し、同年に橫濱護謨製造(のちの横浜ゴム)に入社。1985年に取締役に就任し、1989年に常務を経て、1993年3月に社長に就任。1999年4月に会長に就任。
1998年に藍綬褒章を受章。
2000年2月24日、心不全のために死去。67歳没。